# Jardin du Maître des filets
Le jardin du Maître des filets  (en chinois simplifié : 网师园 ; chinois traditionnel : 網師園 ; pinyin : Wǎngshī Yuán) est un jardin chinois situé à Suzhou, en Chine.
Il fait partie des « Jardins classiques de Suzhou », un site inscrit au patrimoine mondial.

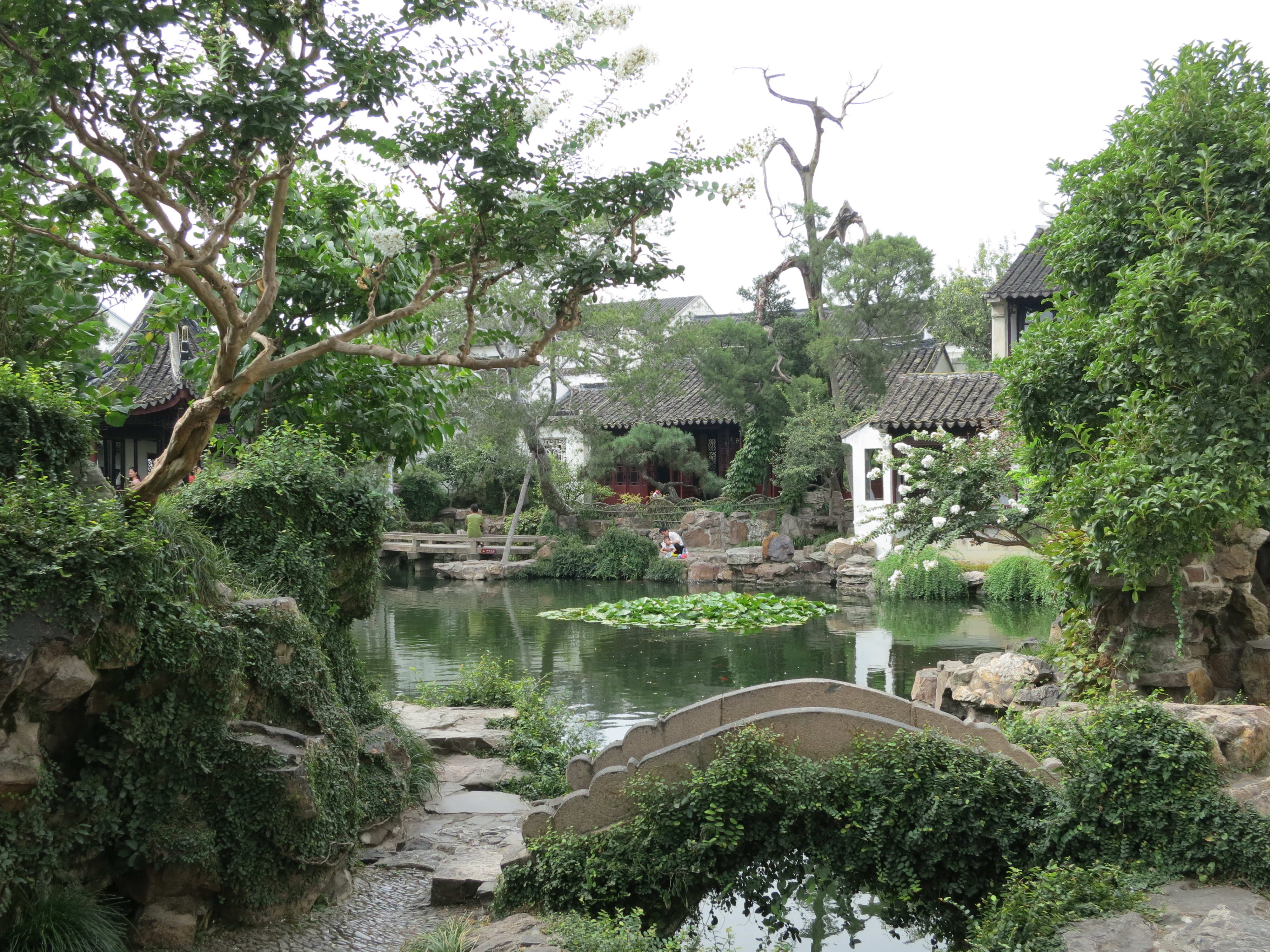
Jardin du Maître des filets.